# 연예

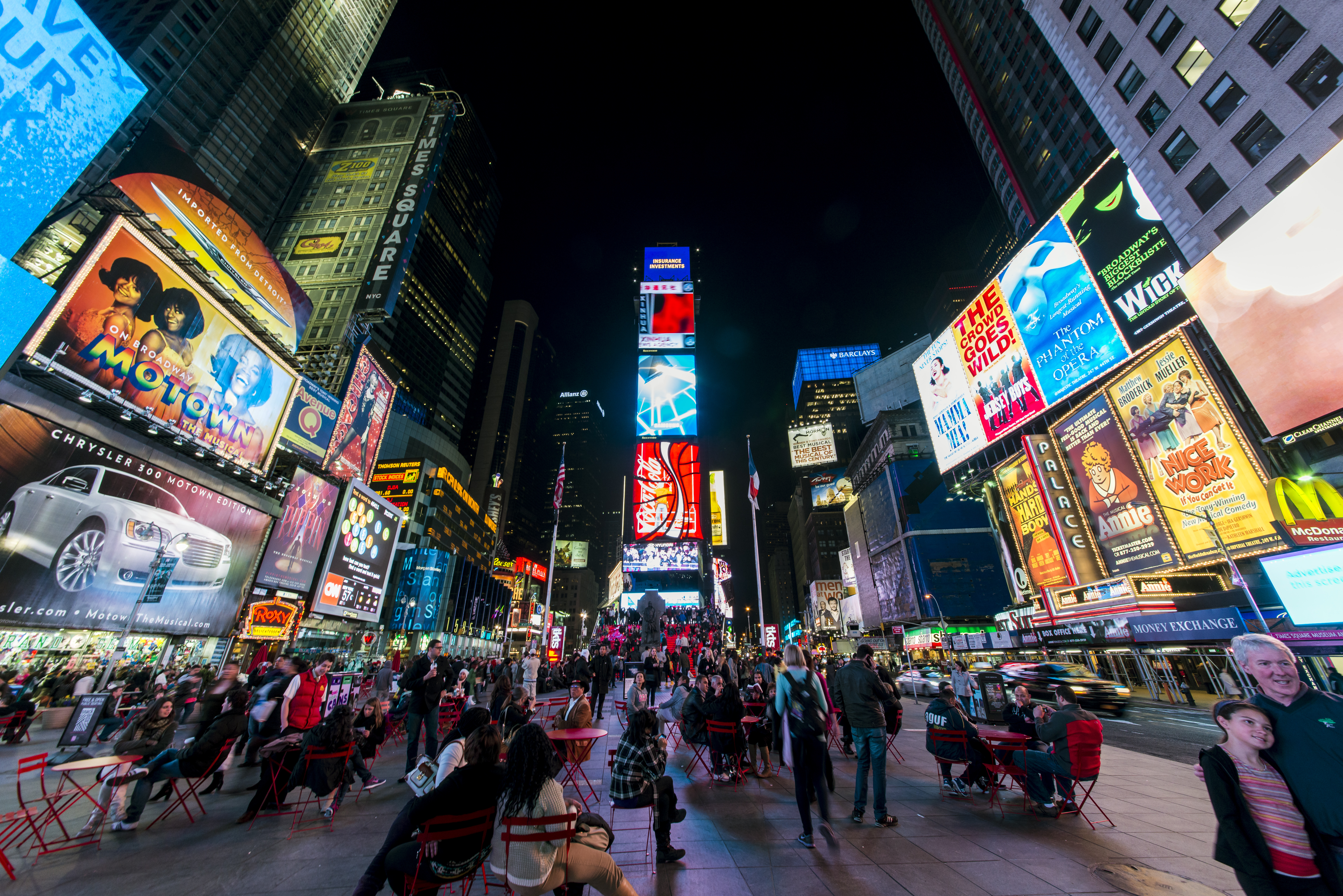
뉴욕의 타임스 스퀘어는 브로드웨이 연극 지구의 중심지이며, "연예계의 중심"이자, 세계에서 가장 붐비는 보행자 교차로 중 하나이다.

연예(演藝)는 일반적으로 방송(텔레비전, 라디오), 대중 음악 및 영화와 같은 활동 무대에서 대중에게 보여 주는 기예를 일컬으며, 그러한 분야를 연예계라고 이르며, 그곳에 종사하는 사람을 연예인이라고 부른다.
쇼 비즈니스(show busines), 쇼비즈(약 c. 1945년부터)라고도 부르는데, 이는 오락 산업의 모든 측면을 아우르는 베르나쿨라 용어이다. 경영 측면(매니저, 에이전트, 프로듀서, 유통업자 포함)에서 이 용어는 창작 요소(예술가, 공연자, 작가, 음악가, 기술자 포함)에 적용되며 20세기 내내 일반적으로 사용되었지만, 인쇄물에 처음 사용된 것은 1850년으로 거슬러 올라간다. 그 당시와 수십 년 동안, 이 용어는 일반적으로 초기 정관사 the를 포함했다. 세기가 후반으로 갈수록, 이 용어는 버라이어티 시대와 관련된 다소 난해한 특성을 띠게 되었지만, 여전히 활발히 사용되었다. 현대 오락 산업에서는 패션 산업(트렌드 및 패션 창조)과 연관되어 있으며, 오락 사업에 투자된 연구로부터 지적 재산권을 획득하는 것과도 관련이 있다.

## 산업
영화, 텔레비전 프로그램 및 텔레비전 광고, 스트리밍, 음악, 방송, 라디오, 출판, 비디오 게임 및 부대 서비스와 제품을 포함하는 글로벌 미디어 및 엔터테인먼트(M&E) 시장은 2015년에 1조 7200억 달러, 2016년에 1조 9000억 달러의 가치를 지녔고, 2020년에는 2조 1400억 달러로 추정되었다. 전체의 약 3분의 1(2017년 7350억 달러)은 세계에서 가장 큰 M&E 시장인 미국 엔터테인먼트 산업이 차지한다.

### 부문 및 기업
엔터테인먼트 부문은 다음 하위 부문으로 나눌 수 있다.
- 놀이공원
- 애니메이션
- 방송
- 서커스
- 이벤트 관리
- 영화
- 도박
- 게임 제조업체
- 가정용 비디오 및 그 유통업자
- 문학
- 미디어
- 음악
- 정치
- 출판
- 성 산업
- 스포츠
- 연예 기획사
- 연극 제작
- 스포츠 엔터테인먼트

### ISIC
산업 부문은 국제 표준 산업 분류의 "R" 클래스인 "예술, 오락 및 레크리에이션"에 포함된다.

## 생활 속 예시
- 예능 프로그램
- 대중 전달
- 쇼

## 같이 보기
- 창조산업
- 문화기술